# Subra (stjärna)
Subra eller Omikron Leonis (ο Leonis, förkortat Omikron Leo, ο Leo) är en trippelstjärna belägen i den västra delen av stjärnbilden Lejonet. Den har en skenbar magnitud på 3,52, är synlig för blotta ögat där ljusföroreningar ej förekommer. Baserat på parallaxmätning inom Hipparcosuppdraget på ca 25,0 mas, beräknas den befinna sig på ett avstånd på ca 135 ljusår (ca 41 parsek) från solen. Konstellationen består av en dubbelstjärna, betecknas Omikron Leonis A och en optisk följeslagare, Omicron Leonis B. A:s två delar är själva betecknade Omikron Leonis Aa och Ab.

## Nomenklatur
Beteckningarna för de två beståndsdelarna som Omicron Leonis A och B och de av A-komponenterna – Omicron Leonis Aa och Ab – kommer från konventionen som används av Washington Multiplicity Catalog (WMC) för multipelstjärnsystem och är antagna av International Astronomical Union (IAU). Omicron Leonis Aa har det traditionella namnet Subra.
År 2016 anordnade International Astronomical Union en arbetsgrupp för stjärnnamn (WGSN) med uppgift att katalogisera och standardisera riktiga namn för enskilda stjärnor. WGSN fastställde namnet Subra för Omicron Leonis Aa i september 2016 och det ingår nu i IAU:s Catalog of Star Names.

## Egenskaper
Primärstjärnan Omicron Leonis Aa är en gul till vit jättestjärna av spektralklass F8-G0 III. Den har en beräknad massa som är drygt dubbelt så stor som solens massa, en radie som är ca 5 gånger större än solens och utsänder från dess fotosfär ca 40 gånger mera energi än solen vid en effektiv temperatur av ca 6 000 K.
Följeslagaren är en stjärna av spektraltyp A7m.